# Bufo gargarizans
Bufo gargarizans es una especie de anfibio anuro de la familia de sapos Bufonidae. Se distribuye por China, este de Rusia, ambas Coreas y ha sido introducida en Japón. Es una especie generalista que se puede encontrar en muchos tipos de hábitats: bosques de coníferas, mixtos y de caducifolias, también en zonas más abiertas. En general se encuentra en hábitats muy húmedos, aunque evita bosques muy densos.